# 白根金山
白根金山（しらねきんざん）は、かつて秋田県鹿角市十和田瀬田石にあった鉱山。江戸時代初期には南部藩内の鹿角地方で江戸時代初期に次々に発見される金山の中で、最も早く開発された金山で、南部藩毛馬内通の米代川北岸の秋田藩との藩境にあった。花輪線の末広駅の北方3 kmに位置し、旧鉱山施設や露天掘り跡は車窓や、国道103号（国道104号、国道285号）からも遠望できる。民謡『南部牛追唄』で「田舎なれども南部の国は西も東も金の山」と歌われる金山の一つであったが、次第に衰退していき寛文（1661-1673年）の頃には銅を生産するに至った。
藩政末期には白根銅山はほとんど廃山状態であった。明治初期には白根銅山の地続きで山頂部にあった旧駒木金山の跡に発見された小真木鉱山が開発され、白根の名は一地区の鉱名となってしまった。小真木鉱山は1978年（昭和53年）5月に閉山となるも、現在も鉱毒処理施設が稼働している。

## 白根金山発見伝説
『祐清私記』の「鹿角金山はじまりの事」では白根金山発見にまつわる伝説が記されている。他書によると慶長3年（1598年）春に秋田実季が支配した領地との境を検分するために、南部藩は北十左衛門を派遣した。
盛岡藩の命令によって秋田との国境を検分するため、北十左衛門は鹿角郡に向かった。白根付近に宿泊していたところ、その周辺の百姓たちが奉行に面会しようと、手に手に贈り物を持って奉行が宿泊している宿に群をなした。その中の年のころ70余りの老婦が幼い男子2人を連れて十左衛門の前に来た。彼女が涙を流して言うことには、「この兄弟は太郎子・次郎子と言って私の孫です。彼らの両親は数年前に死んで彼らは孤児となったので、私が育ててやっとここまで成長させることができました。先祖伝来の田地を母方の伯父に託したものの、貸す約束の年月を少しも守らないので、年寄りの力でやっとのことで今までようやく彼らを育ててきました。私の命は明日も知れないけれど、私が死んだ後伯父の心も分からないので、兄弟が路頭に迷わないように私が生きているうちに何とか田地を取り返して兄弟に分け与えたく思います。ひとえに、このことをお願いしたいと思います。くわしく周りの人もこのことを知ってほしいと前後に並んでいる人々に向かって言い、側にいる役人を招いて、今回の面会に何か持ってこようと思いましたが、私は貧乏なので恥かしながらこれは孫どもと一緒に心を尽くして作ったものです」と芋を献上した。彼女はさらに一包みの書物を取り出し奉行に見せた。十左衛門は不審に思い、包みをほどいて見れば田地安堵の証文であった。彼らの先祖の将監と言う者が長牛での戦闘で戦功があったと書かれ、藩主からの感謝状には趣旨として特別に何石のうちどれだけ永代無税の耕作ができるとの永禄年間（1558年-1570年）の証文があった。その外、いろいろな書付があった。彼女らは近郷の指導者の子孫だと確かに思える。即座に住民に尋ねると老婦が言う話と全く同じなので、皆の見廻りでそれが確認できたならすぐ判決を下すだろうと言い、本当に不便だっただろうと老婦を家に帰した。その後、兄弟の伯父を招いて詳細を聞くとありのままに白状した。そこで、押領された田畑をすべて兄弟へ返し、そのうえ罰金3両を渡して自分たちの住居に住まわせた。さてその後、十左衛門が老婦が進呈した包み物を不審に思って役人に持って来るように言いそれを見るとそれは長さ4尺（1.2 m）程度のトロロ芋であった。その美しいこと奥の芋よりも優れているように見えたので数本選び出して、お屋形様へ送ろうとしてよく見ると、芋にくっついている赤土の中に銅のように光る砂があった。不思議に思って鉢に入れて洗うと、銅だと見えたのは全部砂金であった。十左衛門は大変驚いて、さては彼女が、訴訟を早く終わらせようと私に賄賂として芋の土に金を入たのではないかと考え、とにかく彼女を呼んで芋を返そうと思った。十左衛門はいやいや、この辺に金が有る山から掘った芋だろう、あれほど貧乏な女だから、こんな行動は思いもしないだろう、とにかく呼んで尋ねようと思い返し、彼女を招いてご馳走をして尋ねた。老婦は「昔からここに砂金があると聞き伝えていたが、掘る方法も知りませんし、噂だけで今まで見たこともありません。伝聞は上代のことでしょう。ここへ都から人が来たときに金がある山を知り、その時国主と内談して砂金を数千斤を得たといいます。その年の地方の税として御所へ差し上げると、幸いその年は奈良の大仏が造営の頃だったので、その金の泥を使って大仏を彩色したと言います。その後も金を掘っていましたが、国主の阿倍氏とやらが亡くなった時から一切すべて途絶えてしまったという話です。大昔の事なのでただの物語でしょう。また私の祖父の言い伝えでは、あの山の奥に子供が朝に草刈りに行きましたが、草の葉に一面金色の露が上がって来て、その光が目を遮り覚えず倒伏しかけました。少したって気を取り直して見ると、もう光るものも消え失せて、ようやく人心地付いたので家に帰りました。子供の親たちが不思議に思って、その草の上にある露を払った所それは全部金色の砂粉でした。これが金というものだと、上方へ売って数十貫の銭と交換して、多くの田畑を買い求め大富豪となりました。その子孫が私たちです。その後、近郷の人々がうらやんで尋ねて来ても、二度と同じような不思議なことは起こりませんでした。最近まで出羽国（秋田藩）から時々旅人が来て、薬にすると言いこの辺の土を取って行ったと世間の人が言っています。これ以外何も知っていることはありません」と語った。十左衛門は考えすぎて年月を消費しても仕方ないと、その老婆の家に行って、世間話をしてから老婆を先に立てて、芋を掘る所を見ようと後ろの山へ行った。全部砂金だったので十左衛門は大喜び。老婦に向って言うことには、その方の山の芋の味は尋常ではない。また、土地の模様は特別だ、今後はこの山を私にもらいたい。代償は望み次第言ってほしいと言い、数十貫の銭を与えると老婦は大変喜んでこれに従った。十左衛門はその山を「姥がふところ」と名付けて、日々夜々に芋を掘って、その土を俵に入れて奉行所へ納め置いた。住民たちは何の考えもなくこれを芋好きな殿だと考え芋を献上しよう、これは安い贈り物だと思いながら毎日芋を持って来ると、奉行所には芋の山が積み重なった。そのことが数日の間に世間で取り沙汰となったので、金山の秘密がさらに伝わらないようになり十左衛門は大いに喜んだ。藩境の見分が終わり役人はさっそく帰って見分のことを報告した。十左衛門はその地に残りこの地を私に任せ統治させるようにしてほしいと言った。遠い場所で長年の勤めが不便だとして、自分の子息の十蔵だけを清水屋敷に残し、妻を始め鹿角へ引っ越してその地に居ながら金山を奉行した。
とされている。実際1699年（元禄12年）に鹿角に「姥が懐金山」というのを土地の山師が稼業したことが記録に見える。また、尾去沢鉱山には帯刀屋敷という十左衛門の住居の跡と言い伝えられる場所があり、白根金山の文政年間（1818年-1831年）の絵図にも帯刀屋敷があったことが確認できる。しかし、金山発見の由縁は他の鉱山にも同型のものが伝えられており、一つの伝説と見るべきである。たとえば、『佐渡風土記』における西三川金山では、ニラの根についていた砂金から金山を開発する物語が伝えられており、さらに大仏の塗金まで伝承を遡るのは全国の金山に見られる伝承である。
北十左衛門は1614年（慶長19年）、おびただしい黄金と武器を豊臣秀頼に献じて大坂の陣において大阪方に走ったという。十左衛門が大阪参陣のために鹿角を去るときに、鉱山従事者を捕らえて生き埋めにしたとの伝説がある。1763年（宝暦13年）の白根金山の山先の青山氏の『青山先祖聞書』にはその伝承が記されていて、元禄初年の頃にその跡を捜索した者がいたが見当たらなかったとも伝えられる。このような説話も気仙、閉伊郡地方に伝わる金山衰亡の伝説にも同様に伝わっている。
この他に、民話でも鉱山発見説話は語られている。石野集落では「他国から来た旅人をある宿に、泊めてもらったところ、宿の人が小真木からとってきた柴を焚いて旅人をもてなしたところ、そのオキにネバネバとしたものが付いていた。その旅人はびっくりして、その山を調べると金山であった」という話が語られている。大欠集落では「昔、あるなまけものが、今の山神社のある所で、火を焚いて昼食を食べて、ひと眠りをしていた。目をさまして火を焚いた所を見ると、何かが固まっていた。よく見るとそれは金の塊であった」という話が語られている。
白根金山の古い記録は、白根金山の山先の地位を長く許された青山庄左衛門家の家伝の青山氏関係史料（大湯共同研究会編集の『白根談叢』や『青山家白根史蹟』、『青山家雑史料』、『青山家系事蹟』など)に詳しい。白根金山が発見された時期が1598年（慶長3年）というのは、この史料による。金山の発見に芋が関わっているというのは、芋掘長者の伝承がおりこまれており、ほとんど同類の話が豊前国の呼野金山の発見にも伝われている。また、姥が懐金山は尾去沢鉱山にもある。十左衛門が金掘百人余を殺害したという話も、『青山先祖聞書之事』では西通金山においての事件として記されている。小葉田淳は、白根金山が開鉱された年代は諸記録を総合すると、慶長3年説よりも同10年頃に開かれたか、同3年に発見され同10年頃に盛山になり同13年ごろより一段と繁栄したものと考えられるとしている。

## 白根金山の隆盛
星川正甫による南部藩の史書『公国志』のうち「食貨志」では白根金山の盛況を記述している。『祐清私記』や「食貨志」によると、金山奉行の北十左衛門は、大阪をはじめ上方各地に問屋を定め、米代川を下して能代港に輸送し、金銀を上方と取引していたという。南部利直は駿府の徳川家康に領内産金のことを報告し白根金千枚、砂金50斤を献じ、『南部史要』では慶長17年に江戸南部邸の茶会で徳川秀忠に白根金50枚、駿馬2頭を献じたと記されている。「食貨志」では鹿角諸山の産金量は明らかでないが「其の数量り知るべからず」、「慶長十三年に至り益々夥しく産す」とあり、「公（利直）の世に至りてかく金貨の多く出ければ公私とも封内富饒にして天下に甲たり」と記されている。利直の子の南部重直の治世33年で鹿角金山は衰退期に入るが『南部史要』では重直の治世を評して「時に我藩鹿角の産金夥しく、富諸侯に冠たるを以て、公（重直）は衣服刀剣に綺麗を飾り都会を横行す」としている。
白根金山の金はおそらく一定の品質をもって他藩にも通用された。1614年（慶長19年）2月、秋田藩は入封以来の領内金銀山運用を、梅津政景を使者として駿府の徳川家康に上納した。運用金は102枚であったが、そのうち100枚は白根湊封付の金で、白根金は1枚40目8分であった。湊封というのは、土崎湊の天秤屋か吹屋が封包したものと考えられる。梅津政景はこの金を渋江政光から渡され、彼はこのことを梅津政景日記に記載している。

## 南部佐竹の領界争いとキリシタンの詮議
白根金山は、南部藩と秋田藩の藩境に位置しているが、天正の頃からこの地は南部氏と秋田氏の攻防の地でもあった。1602年（慶長7年）佐竹氏が常陸より秋田に転封された頃は、あたかもこの地区の諸金山が開発され始めた時であった。金山を巡って領界争いが両藩の間で起こるが、慶長14年頃から始まり、寛永から慶安にかけて両藩は幕府にそれを訴えた。これは西通金山や大葛金山などの所在が紛争の原因になっていたが、幕府の裁定が出たのは、やっと1677年（延宝5年）であった。この結果、西道金山や小坂村は南部領、大葛金山や長木川の森林地帯は秋田領と定まった。この両藩の論争の間に、激しいキリシタンの詮議が行われた。鉱山には治外法権的な慣習があり、諸国のキリシタン教徒は奥羽の鉱山に潜伏先を求める情勢にあった。1636年（寛永13年）、南部重直は幕府からキリシタン逼塞を命じられた。1638年（寛永15年）南部秋田論地の山中にキリシタン潜伏の風説が伝えられ、幕府から両藩に詮索の令が下った。両藩は12月13日にそれぞれ人数を出して山狩りを行ったが、両藩の士卒農民が乱闘になり、そのため数名の者が処刑された。キリシタン詮議は厳重であったので白根鉱山では1643年（寛永20年）正月から操業が停止された。6月25日には操業再開の願いが金山一同から藩の家老に向けて願いが出されている。1651年（慶安3年）2月に白根金山の長左衛門という者がキリシタンであると3人の者が訴えだした。長左衛門は逃亡したが捕らえられ盛岡で入獄した。訴えた1人はなぜか白根鉱山を逃げ出し八戸で捕まった。長左衛門は江戸で詮議を受けたが、改宗したのか赦免になり白根鉱山に戻された。

## 銅山への移行と衰退
1675年（延宝3年)白根金山と山続きに駒木金山が開発された。金の品質は良好であったが量が不足しており、後に銅山として稼業された。また、1682年（天和2年）には同じく山続きに立石銅山が開発された。白根を始め鹿角の諸金山は次第に衰退して、寛文の頃からは銅鉱を生産するようになった。更に、生産の中心も白根から尾去沢鉱山に移動した。金山として繁栄した白根が銅山になったのは、1669年（寛文9年）であるとは『鹿角郡諸鉱山記』などの多くの記録に残されている。白根銅山はかなりの生産量を維持していたが、1697年（元禄10年）には飢饉によって、白根銅山の総人口881人のうち300人を減じている。1755年（宝暦5年）に盛岡十三日町の長之助が白根の稼行を受けたが、その当時は既に白根は閉山状態であった。長之助も翌年には稼行を中止した。その後、宝暦年間に何度か稼行が行われたが、それらは失敗し1765年（明和2年）には尾去沢鉱山とともに、藩の直営稼行となった。
松浦武四郎は1849年（嘉永二年）8月、白根金山を訪れ記録を残している。当時、白根金山は銅山として稼働していたが、金山として盛んに掘った方が銅山よりも稼ぎが多くなるので、銅山として雇われる人数は少ないことを記録している。

## 再開発と小真木鉱山としての再生
江戸時代末期、白根銅山はほとんど廃山の状態で、わずかに鉱滓を処理したり、弁柄を採取する程度になっていた。明治期になって新しい技術での開発が行われた。明治9年に東京居住の辻金五郎が鉱区を設定し、明治13年頃に旧駒木金山跡と考えられる山頂部の小真木付近において土鉱を発見した。これは黒鉱が風化して銀分に富んだ土状になったものである。明治15年にドイツ留学から帰国した大島道太郎を迎い入れ、キス法によるピルツ式溶鉱炉が設置された。当時としては最も斬新な洋式機械を持って整備された鉱山となった。この新装開業式は明治18年5月に行われた。安倍恭介は「芝居、角力、花火等にて見物人共接待あり。諸商人見物人夥しく群集の由なるに折悪しく風雨にて甚寒く、殊に宿屋も一軒より無之趣にて諸人大難渋…」と記している。この結果産銀量も豊盛となった。しかし、数年にして鉱量が減っていき、辻は明治21年6月20日に小真木鉱山を岩崎弥之助に譲渡した。
三菱資本となってからは銅鉱を主体として、金・銀・鉛・亜鉛を産出した。昭和7年頃に黒鉱鉱床が発見され露天掘りが行われた。後年、地下鉱脈掘りでの銅を産出した。昭和12年頃には金が多く産出し「佐渡の42キロ、小真木の38キロ」と言われた。これは佐渡や小真木で金が多く産出したことを言ったものである。鉱山の盛衰と出鉱量で従業員は激しく増減した。大正3年頃は従業員は130人程度、その後鉱山不況になり大正8年では従業員は16名、昭和6年頃は20名弱ほどであった。黒鉱が発見された後の昭和11年～12年では採鉱350人程度、運搬350人、その他で合計800人程度が働いていた。昭和14年では鉱山職員が19名、一般鉱員480人程度、その他軍隊に入隊していた者が90名いた。地区には小学校（1 - 4年生までで、その後は毛馬内小学校や、吊橋ができてからは末広小学校に通った）や、鉱山病院、協和会館（月に1 - 2回の映画があった）、集会所（囲碁、将棋、麻雀などの懇親の場）などがあった。運動場やテニスコートもあり、さらに戦時中は銃剣術や相撲なども行われ、各種スポーツが盛んに行われた。寺は4ヶ所もあった。白根竪坑ができたころからは鉱石のズリ捨場として使われ、改葬されなかったので埋められてしまった墓石もあった。毛馬内の誓願寺は石野集落から移ったと伝わっており、小真木千軒、石野万件とも言われ、鉱山通勤範囲内の石野は家屋が沢山あって栄えた。